# Ханон I Велики
Ханон IV по владетелската подредба, или Ханон I Велики, е картагенски първенец, произхождащ от богата пуническа фамилия, която застава начело на Картаген до самото отхвърляне на монархията през 307 г. пр.н.е. и установяването на картагенска република.
Ханон Велики е картагенски политик и военен лидер от средата на 4 век пр.н.е. Той не принадлежи към фамилията Магониди и заставайки начело на Картаген, основава нова управленска династия – тази на Ханидите. Негови наследници са Ханон II Велики и Ханон III Велики.
В чужди източници е титулуван Cathaginiensium, което означана пръв сред равни. Неговият конкурент и съперник, картагенският втори суфет Суниатус, е наричан в източниците potentissimus Poenorum, или „най-мощният от картагенците“ – в 368 г. пр.н.е. Няколко години по-късно вторият картагенски суфет е екзекутиран, след като е обвинен в държавна измяна (заради тайна кореспонденция със Сиракуза). През 367 г. пр.н.е. Ханон Велики е начело на картагенски флот от 200 кораба и печели военноморска победа над флота на обединените сицилиански гърци. Тази победа спира плановете на Дионисий Младши от Сиракуза да превземе Лилебеум. През следващите около двадесет години при управлението на Магон III, Ханон Велики е водеща фигура в Картаген, и може би е най-богатият картагенец въобще. Ханон Велики раздава и разпределя храна за бедното население на картагенската хора, като разчита за подкрепа на местните роби и берберските вождове. Адирата го подозира в стремеж към установяването на тирания, заради което Ханон Велики е арестуван като предател и подложен на жестоки мъчения до смърт. Много от членовете на неговото семейство също са екзекутирани заради съпричастност към плановете му.
Ханон Велики уговаря и сключва мира със Сиракуза през 340 г. пр.н.е., с който се слага на продължилата близо 70 години без особен успех за Картаген – втора сицилианска война.
Наследен е от сина си Гискон I, който предходно като рабимаханат е начело на седемдесет картагенски кораба, обслужвани от гръцки наемници при картагенската морска победа срещу сиракузкия флот, и които са изпратени в подкрепа на обсадения от сиракузците Лилебеум. Членовете на неговата фамилия, известни като Ханиди, упражняват голямо влияние през следващите столетия върху управлението на пунически Картаген.